# Deliceto

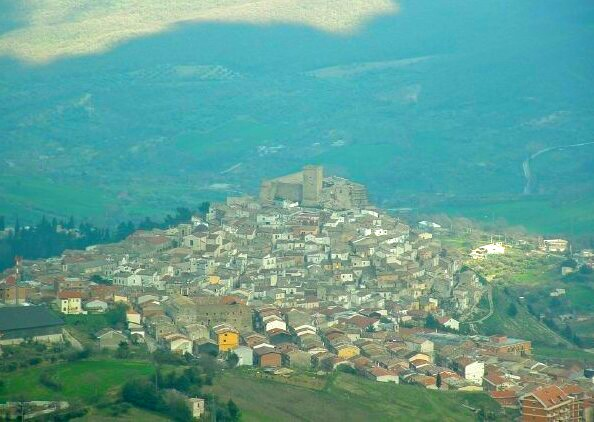
Deliceto

Deliceto (im lokalen Dialekt: Rlcit) ist eine südostitalienische Gemeinde (comune) mit 3494 Einwohnern (Stand 31. Dezember 2023) in der Provinz Foggia in Apulien. Die Gemeinde liegt etwa 29 Kilometer südwestlich von Foggia.

## Geschichte

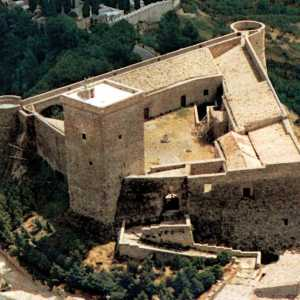
Die Normannenburg von Deliceto

Das Gemeindegebiet von Deliceto wurde vermutlich erstmals zwischen 800 und 900 besiedelt. Ab dem 10. Jahrhundert wurde von den Normannen die Burg errichtet. Zeitweise unterstand die Gemeinde dann dem Herzog von Benevent.

## Verkehr
Der Bahnhof liegt in der Gemeinde Bovino (Bovino-Deliceto) an der Bahnstrecke Caserta–Foggia.